# Noctua domiduca
Noctua domiduca är en fjärilsart som beskrevs av Hüfnagel 1766. Noctua domiduca ingår i släktet Noctua och familjen nattflyn. Inga underarter finns listade i Catalogue of Life.